# Sara Pérez
Sara Pérez, född 12 januari 1988 i Barcelona, är en spansk triatlet och simmare som har tävlat i bland annat OS 2004 i Aten; hon slutade på sjunde plats. Därtill har hon deltagit i Medelhavsspelen där hon är flerfaldig medaljör i simning.